# Konfederacja Peruwiańsko-Boliwijska
Konfederacja Peruwiańsko-Boliwijska – państwo w Ameryce Południowej, istniejące w latach 1836–1839.

## Historia
W 1826 od Peru oddzieliła się Boliwia. Od tego czasu Peru pogrążyło się w anarchii. Sytuację wykorzystała Boliwia, dokonując w 1835 agresji na Peru.
17 marca 1836 ogłoszono powstanie Republiki Południowego Peru, zaś 11 sierpnia 1836 Republiki Północnego Peru. 28 października 1836 prezydent Boliwii Andrés de Santa Cruz ogłosił ponowne zjednoczenie Peru, łącząc trzy państwa w Konfederację Peruwiańsko-Boliwijską. Stolicą nowego państwa została Tacna.
Przeciwko nowemu państwu wystąpiło Chile, wypowiadając mu wojnę 28 grudnia 1836. 9 maja 1837 również Argentyna włączyła się do wojny. 11 października 1837 zawarto rozejm, jednakże w praktyce walki toczyły się nadal. 20 stycznia 1839 doszło do Bitwy pod Yungay, w której wojska Konfederacji uległy Chilijczykom. 25 sierpnia 1839 Północne i Południowe Peru ogłosiły zjednoczenie i wystąpienie z konfederacji, co oznaczało jej rozpad.

## Struktura
Zgodnie z konstytucją z 1837 konfederacja składała się z trzech samorządnych republik: Boliwii, Północnego Peru i Południowego Peru. Na czele konfederacji stał protektor. W rzeczywistości Północne i Południowe Peru były podporządkowane Boliwii.

## Władze
Protektor Andrés de Santa Cruz (1836–1839)
- Boliwia
  - José Miguel de Velasco (1837–1839)
- Północne Peru
  - Luis Orbegoso (1837–1838)
  - José de la Riva Agüero (1838–1839)
- Południowe Peru
  - Ramón Herrera Rodado (1837–1838)
  - Juan Pío de Tristán y Moscoso (1838–1839)

## Flagi republik

Republika Północnego Peru
Republika Południowego Peru
Boliwia